# 루이즈 콜레
루이즈 콜레(Louise Colet)로 알려진 루이즈 레부알 드 세르반(Louise Révoil de Servannes)은 1810년 9월 15일 엑상프로방스에서 태어나 1876년 3월 8일 파리에서 사망한 프랑스의 여류 시인이자 문인이다.
루이즈 레부알은 20대에 지방 생활을 접고 파리에서 살고 싶어하는 바램을 일부 가진 채 학계 음악가 이폴리트레몽 콜레(Hippolyte-Raymond Colet)와 결혼했다. 파리에 도착하자 루이즈 콜레는 자신의 시를 출판하기 시작, 얼마 안되어 총 상금 이천 프랑에 달하는 아카데미 프랑세즈 상을 받았다. 이 상은 그녀가 받을 네 개의 아카데미 상 중 첫 번째 상이었다. 브레다 2번가에 있던 자신의 문예 살롱에서 콜레는 빅토르 위고, 뮈세, 비니, 보들레르 등 당대 파리의 문학계 인사들, 예술가, 정치가들과 교제했다. 1840년 콜레는 딸 앙리예트를 낳았으나 남편 이폴리트 콜레, 정부 빅토르 쿠생 모두 친자로 인정하지 않았다. 저널리스트 알퐁스 카르는 이 간통 관계를 팸플릿에다 폭로했다. 분노한 루이즈 콜레는 부엌칼로 카르를 뒤에서 찔렀다. 카르는 상처를 입었으나 치명상은 피했다.
콜레는 이후 귀스타브 플로베르(세간엔 알려지지 않았었음), 알프레드 드 비니, 알프레드 드 뮈세와 아벨 빌멘의 정부가 된다.

## 주요 저작
- Fleurs du midi, 1836
- Penserosa, 1839
- Le musée de Versailles, 1839 (아카데미 프랑세즈 상)
- La Jeunesse de Goethe, 1839
- Les Funérailles de Napoléon, 1840
- La Jeunesse de Mirabeau, 1841
- Les Cœurs brisés, 1843
- Le Monument de Molière, 1843 (아카데미 프랑세즈 상)
- Deux femmes célèbres, Madame du Châtele et Madame Hoffmann-Tanska, Pétion, 1847[1]
- Enfances célèbres, 아셰트, 1856
- La colonie de Mettray, 1852 (아카데미 프랑세즈 상)
- L’Acropole d’Athènes, 1854 (아카데미 프랑세즈 상)
- Une Histoire de soldat, 1856
- Un drame dans la rue de Rivoli, 1857
- Lui, 1858
- L'Italie des Italiens, 총 4권, 1862
- Les derniers marquis, Deux mois aux Pyrénées의 후편, 1866